# Birgit Erngren Wohlin
Birgit Erngren Wohlin, född 6 november 1939 Stockholm (Oscars), Stockholms stad, är en svensk ämbetsman. Hon var gift med politikern Lars Wohlin.
Birgit Erngren Wohlin avlade 1964 filosofie kandidatexamen vid Stockholms universitet och var 1964–1968 anställd vid Statens tekniska forskningsråd. Åren 1968–1980 var hon i olika befattningar anställd vid Styrelsen för teknisk utveckling, där hon 1988 blev generaldirektör. Åren 1991–1992 var Birgit Erngren Wohlin statssekreterare i Näringslivsdepartementet. Hon var generaldirektör för Nutek 1992–1999. Birgit Erngren Wohlin har efter det varit anställd vid Kungliga Hovstaterna. Hon invaldes 1992 som ledamot av Ingenjörsvetenskapsakademien. Birgit Erngren Wohlin promoverades 1994 till teknologie hedersdoktor vid Luleå tekniska universitet.